# Corhiza splendens
Corhiza splendens är en nässeldjursart som beskrevs av Vervoort och Watson 2003. Corhiza splendens ingår i släktet Corhiza och familjen Halopterididae. Inga underarter finns listade i Catalogue of Life.